# Jüdischer Friedhof (Kropp)
Der jüdische Friedhof von Kropp (Kreis Schleswig-Flensburg in Schleswig-Holstein) liegt am südlichen Rand des Friedhofes des evangelischen Diakoniewerkes Kropp (vormals Kropper Anstalt). Auf dem etwa drei mal zehn Meter großen Gräberfeld wurden von 1932 bis 1941 sechs jüdische Patientinnen der Anstalt für Ältere, Kranke und Menschen mit seelischen und geistigen Behinderungen beerdigt. Heute ist auf dem Areal noch ein Doppelgrab mit zwei Grabsteinen erhalten.

## Geschichte
Ab Ende der 1920er-Jahre nahm das Diakoniewerk Kropp psychisch kranke Frauen auf. Ende des Jahres 1928 wurden siebzig Patientinnen aus Berlin nach Kropp verlegt, darunter auch sieben Frauen jüdischen Glaubens aus einer Anstalt in Berlin-Buch. Bis 1941 lebten zwischen fünf und elf jüdische Patientinnen in Kropp. Religiös wurden sie vom Friedrichstädter Rabbiner betreut. Verstorbene jüdische Patientinnen begrub man in den ersten Jahren auf dem nächstgelegenen jüdischen Friedhof von Rendsburg-Westerrönfeld. Da dies auf Dauer zu hohen Überführungskosten führte, bat der Rabbiner die Oberin der Anstalt um „Zuweisung eines Friedhofes für Kranke jüdischen Glaubens“. Dieser Bitte wurde 1931 stattgegeben und daraufhin am Rand des Anstaltsfriedhofes eine Gräberreihe, auf der etwa 12–14 Grabstellen Platz hatten, als jüdische Begräbnisstätte zugewiesen, eingerichtet und eingeweiht und bis 1941 genutzt.